# باشگاه فوتبال هرکولس (السالوادور)
هرکولس یک تیم فوتبال حرفه‌ای است که در سان سالوادور، السالوادور بازی می‌کرد. آنها در ۲۵ سپتامبر ۱۹۰۴ با نام باشگاه دپورتیوو هرکولس به عنوان یک باشگاه ورزشی با تمرکز بر دو و میدانی، شنا، بسکتبال و فوتبال تأسیس شدند.
هرکولس در اواخر دهه ۱۹۲۰ و اوایل دهه ۱۹۳۰ یک تیم قدرتمند بود و در سال‌های ۱۹۲۷، ۱۹۲۸ و در فصل‌های ۳۰–۱۹۲۹، ۳۱–۱۹۳۰، ۳۲–۱۹۳۱، ۳۳–۱۹۳۲، ۳۴–۱۹۳۳ عناوین قهرمانی را کسب کرد. اگرچه در آن زمان لیگ حرفه‌ای فوتبال السالوادور وجود نداشت و کمیسیون ورزش السالوادور در آن سال‌ها مسابقات ملی رسمی برگزار نمی‌کرد، اما قهرمانی‌هایی که آنها کسب کردند اغلب به عنوان عناوین ملی در نظر گرفته می‌شوند. هرکولس اولین عنوان قهرمانی خود را در ۱۳ نوامبر ۱۹۲۷ با شکست ۳–۰ چاینامکا به دست آورد. این باشگاه در ۹ مه ۲۰۲۵ دوباره تأسیس شد تا در سری مسابقات لیگ برتر السالوادور که از مسابقات آپرتورا ۲۰۲۵ آغاز می‌شود، شرکت کند.